# Léon Teisserenc de Bort
Léon Phillippe Teisserenc de Bort (5 tháng 11 năm 1885 tại Paris - 2 tháng 1 năm 1913 tại Cannes) là một nhà khí tượng học người Pháp. Ông nổi tiếng trong việc khám phá ra tầng bình lưu.
Từ năm 1892 tới 1896, ông bắt đầu làm việc với vai trò trưởng nhóm khí tượng tại Cục Khí tượng Trung ương có trụ sở ở thành phố Paris. 1896, ông xin thôi việc và bắt đầu thực hiện các nghiên cứu khí tượng với khí cầu tại nhà riêng ở gần Versailles.
Tại đây ông đã thực hiện trên 200 thí nghiệm với khí cầu.